# Gob (gruppo musicale canadese)
I Gob sono un gruppo musicale canadese formatosi nel 1994, quando Theo Goutzinakis e Tom Thacker si incontrarono a scuola; in seguito conobbero il loro futuro batterista Patrick Paszana e il bassista Kelly Macauley, con i quali incisero il primo EP.
I Gob si sono formati nel 1993 ed erano composti da Tom Thacker come chitarrista solista e cantante, Theo Goutzinakis come chitarrista ritmico/co-solista e cantante, Patrick "Wolfman Pat" Paszana alla batteria e Kelly Macauley al basso. Thacker e Goutzinakis si alternavano spesso come voce principale, con Goutzinakis che occasionalmente suonava la chitarra solista. Nei primi tempi della band, Tom solitamente ricopriva il ruolo di chitarra solista, mentre Theo aveva compiti più vocali e si concentrava sulla chitarra ritmica. Registrarono il loro album omonimo Gob nel 1993 e lo pubblicarono nel 1994 per la Landspeed Records, con le tracce dispari cantate da Theo e quelle pari da Tom. Le tracce 1, 2 e 8 furono ri-registrate e pubblicate nel loro album successivo Too Late... No Friends. 
Kelly Macauley venne sostituito da Jamie Fawkes e nel 1995 i Gob pubblicarono Too Late... No Friends con Mint Records e Landspeed Records. L'album fu poi ripubblicato dalla Nettwerk nel 2000. Dopo l'uscita di Too Late... /No Friends, i Gob cambiarono molti bassisti finché non trovarono Craig Wood. "Wolfman" Pat lasciò la band a causa della nascita di sua figlia prima che venisse registrato "How Far Shallow Takes You", così la band lo sostituì con Gabe Mantle, ex membro della band punk di Vancouver, i Brand New Unit. Con una band appena formata, i Gob pubblicarono How Far Shallow Takes You. Era caratterizzato da un sound più pesante, con una migliore qualità di produzione, testi maturi incentrati su questioni personali e politiche e una crescita nelle capacità musicali. Fu pubblicato dalla Fearless Records nel 1998, ma ripubblicato nel 1999 dalla Landspeed a causa di conflitti con la Fearless. Nel 1999, Gob firmò con Nettwerk records, che ripubblicò l'album How Far Shallow Takes You nel maggio dello stesso anno.
Tom Thacker è anche chitarrista e seconda voce dei Sum 41.

## Discografia

### Album in studio
- 1995 – Too Late... No Friends
- 1998 – How Far Shallow Takes You
- 2001 – The World According to Gob
- 2003 – Foot in Mouth Disease
- 2007 – Muertos Vivos
- 2014 – Apt. 13

### EP
- 1994 – Gob
- 1995 – Dildozer
- 2002 – F.U. EP

### Split
- 1997 – Ass Seen on TV
- 1997 – Has Fil Flipped?

## Formazione

### Formazione attuale
- Tom Thacker – chitarra, voce (1993-presente)
- Theo Goutzinakis – chitarra, voce (1993-presente)
- Steven Fairweather – basso, voce secondaria (2008-presente)
- Gabe Mantle – batteria, percussioni, cori (1998-presente)

### Ex componenti
- Tyson Maiko – basso, cori (2007-2008)
- Kelly Macauley – basso, cori (1993-1995)
- Jamie Fawkes – basso, cori (1995-1996)
- Happy Kreter – basso, cori (1996)
- Patrick "Wolfman Pat" Paszana – batteria, percussioni, cori (1993-1998)
- Craig Wood – basso, cori (1996-2004)